# Cronistoria del Cagliari Calcio
Nella presente pagina è riportata la cronistoria del Cagliari Calcio, società calcistica italiana per azioni con sede nella città di Cagliari.